# ویکتور ماکیف
ویکتور پتروویچ ماکیف ((به روسی: Ви́ктор Петро́вич Маке́ев)؛ ۲۵ اکتبر ۱۹۲۴ – ۲۵ اکتبر ۱۹۸۵ میلادی) یک فرد نظامی اهل اتحاد جماهیر شوروی سوسیالیستی و بنیانگذار آموزشگاه تولید موشک‌های دریایی اتحاد جماهیر شوروی و روسیه بود.
حاصل زحمات ماکیف به ساخت و راه‌اندازی سه نسل از موشک‌های بالستیک و زیردریایی که توسط نیروی دریایی روسیه استفاده می‌شود، منجر شد. اسکاد R-11، R-13، R-17 از این جمله بوده‌است.
وی برنده جوایزی همچون جایزه دولتی اتحاد شوروی و نشان لنین شده‌است.

## آثار ادبی
«آزمایش موشک و فناوری فضا - زندگی حرفه‌ای من» رویدادها و حقایق - AI Ostashev، کورولف، ۲۰۰۱ میلادی 